# دان (ألمانيا)
دان (بالألمانية: Dahn) هي بلدة ألمانية تقع في ألمانيا في Südwestpfalz. يقدر عدد سكانها بـ 4,746 نسمة .